# Prowincja Saraburi
Saraburi (taj. สระบุรี) – jedna z centralnych prowincji (changwat) Tajlandii. Sąsiaduje z prowincjami Lopburi, Nakhon Ratchasima, Nakhon Nayok, Pathum Thani i Ayutthaya.